# خط أنابيب إيران-أرمينيا

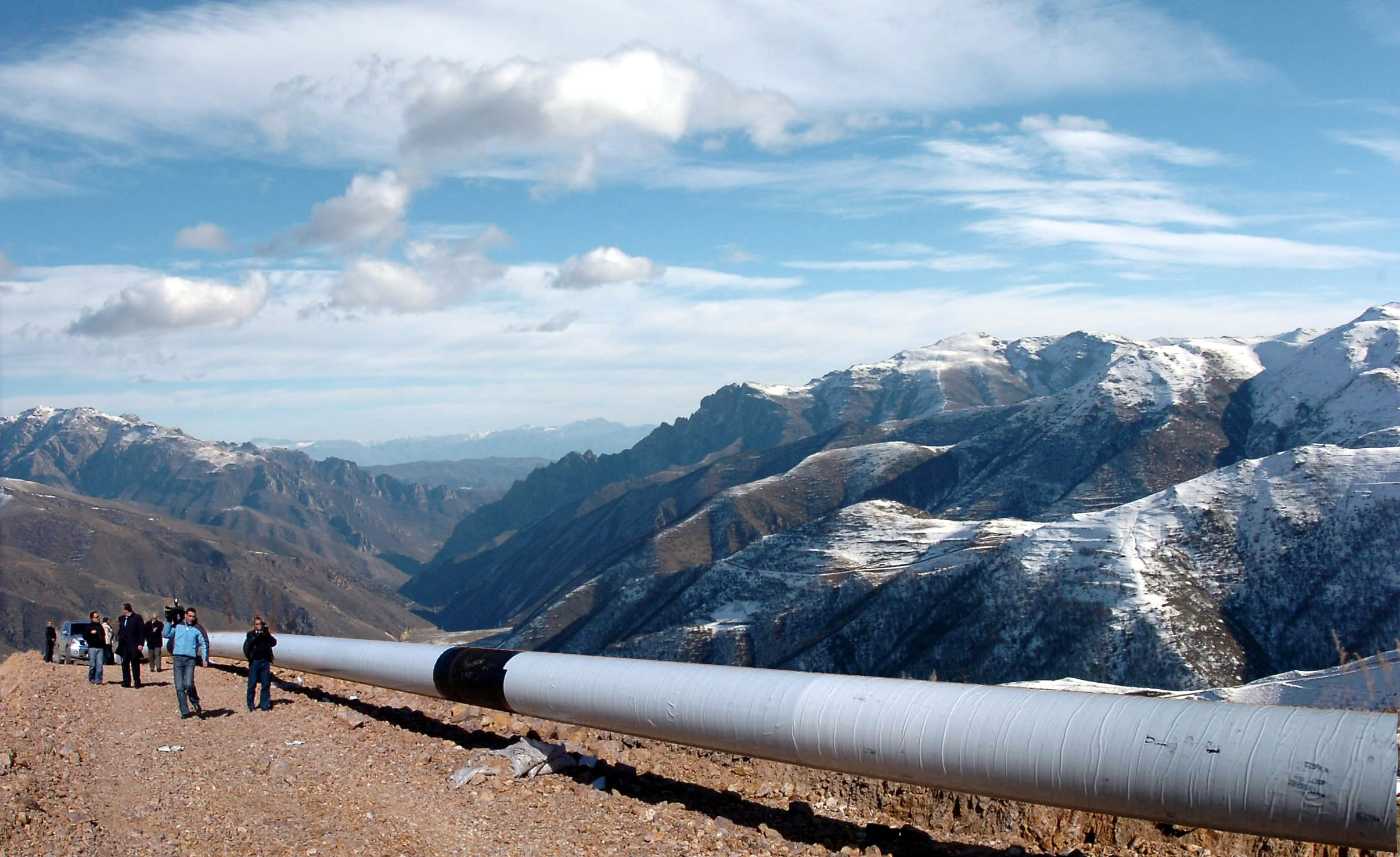
خط أنابيب إيران-أرمينيا

خط أنابيب إيران-أرمينيا هو خط أنابيب لنقل الغاز يبلغ طوله 140 كم يمتد من تبريز في إيران إلى سارداريان في أرمينيا. افتتح الخط في ديسمبر 2006. وبلغت التكلفة الاجمالية لبناء خط الأنابيب 220 مليون دولار وهو بقطر 700 ملم والطاقة التصميمية القصوى للخط تبلغ 2.3 مليار متر مكعب من الغاز سنويا. وبمقتضي الاتفاق بين البلدين تقوم ارمينيا بسداد قيمة واردات الغاز الإيراني عن طريق تصدير الكهرباء لإيران بمعدل 3.2 كيلو-واط ساعي مقابل كل متر مكعب من الغاز
وقد بلغت واردات ارمينيا من الغاز الإيراني عام 2017 نحو 365 مليون متر مكعب